# Titolo di città in Austria

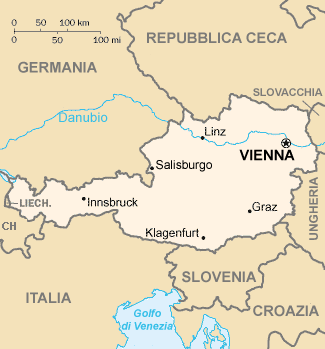
Mappa dell'Austria

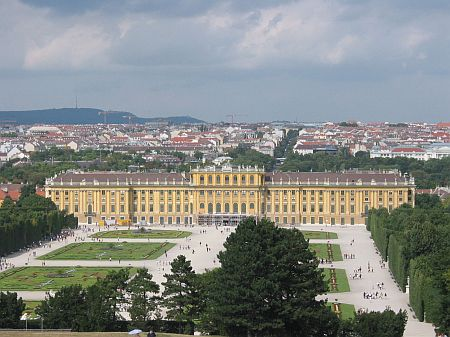
Vienna

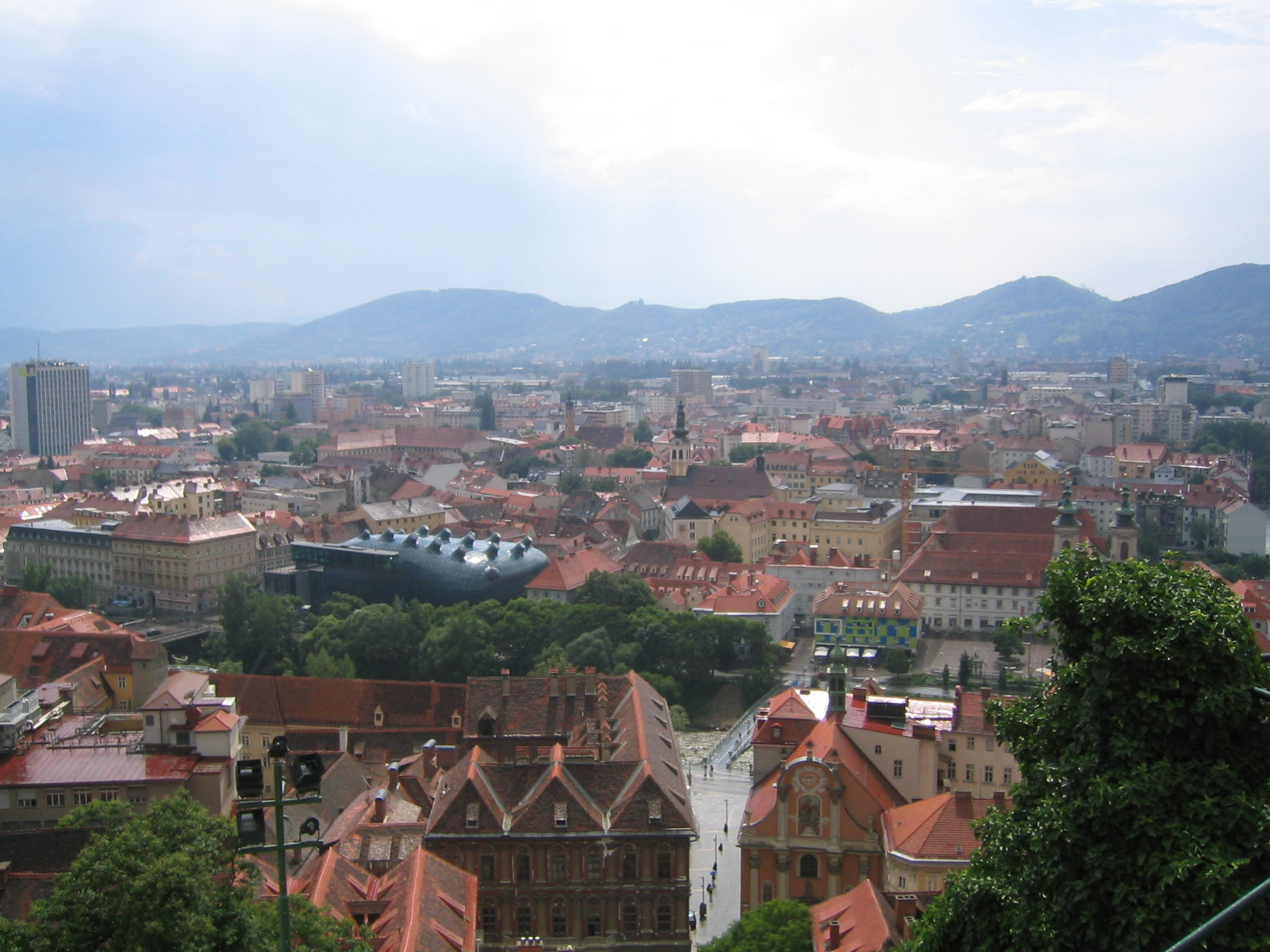
Graz

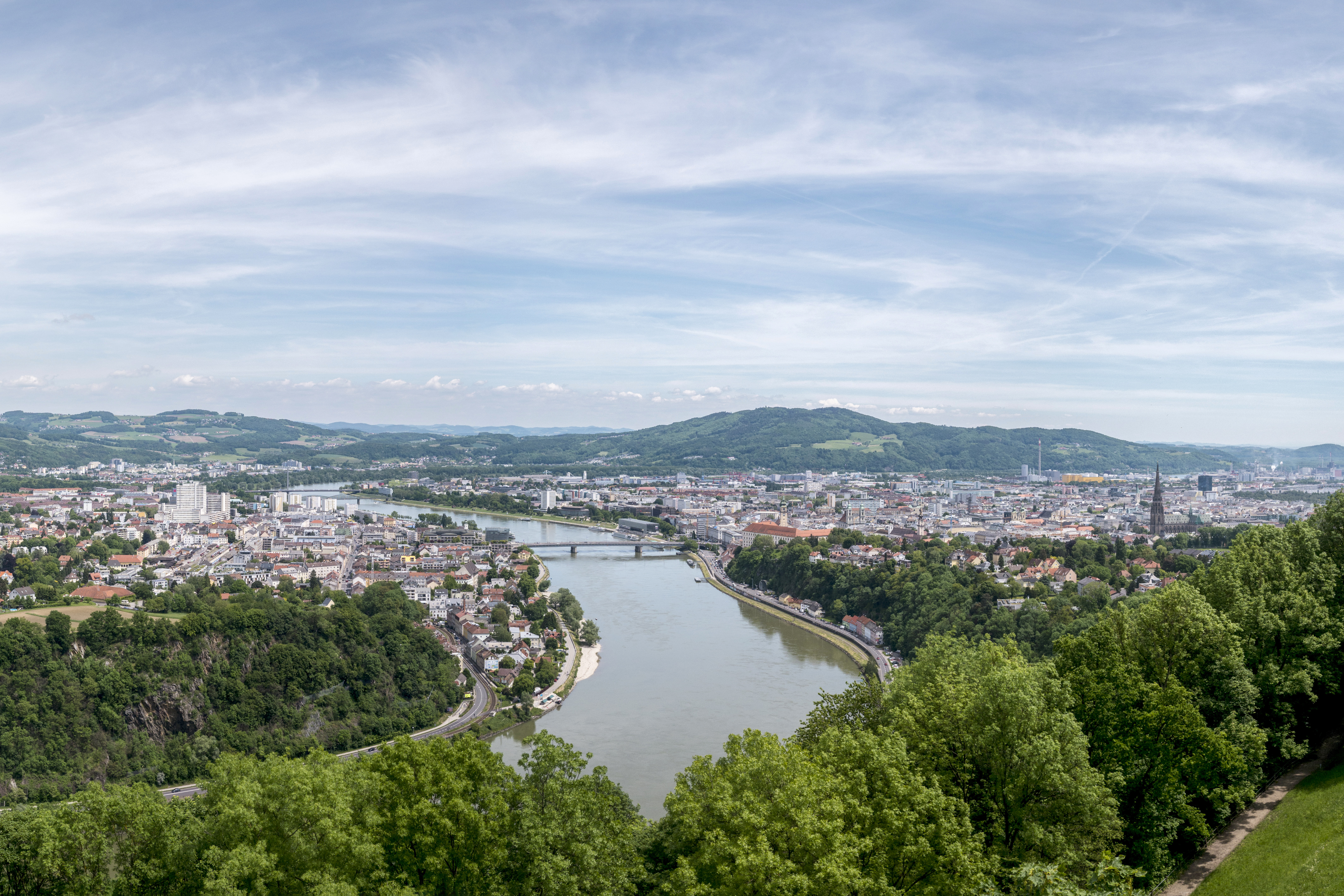
Linz

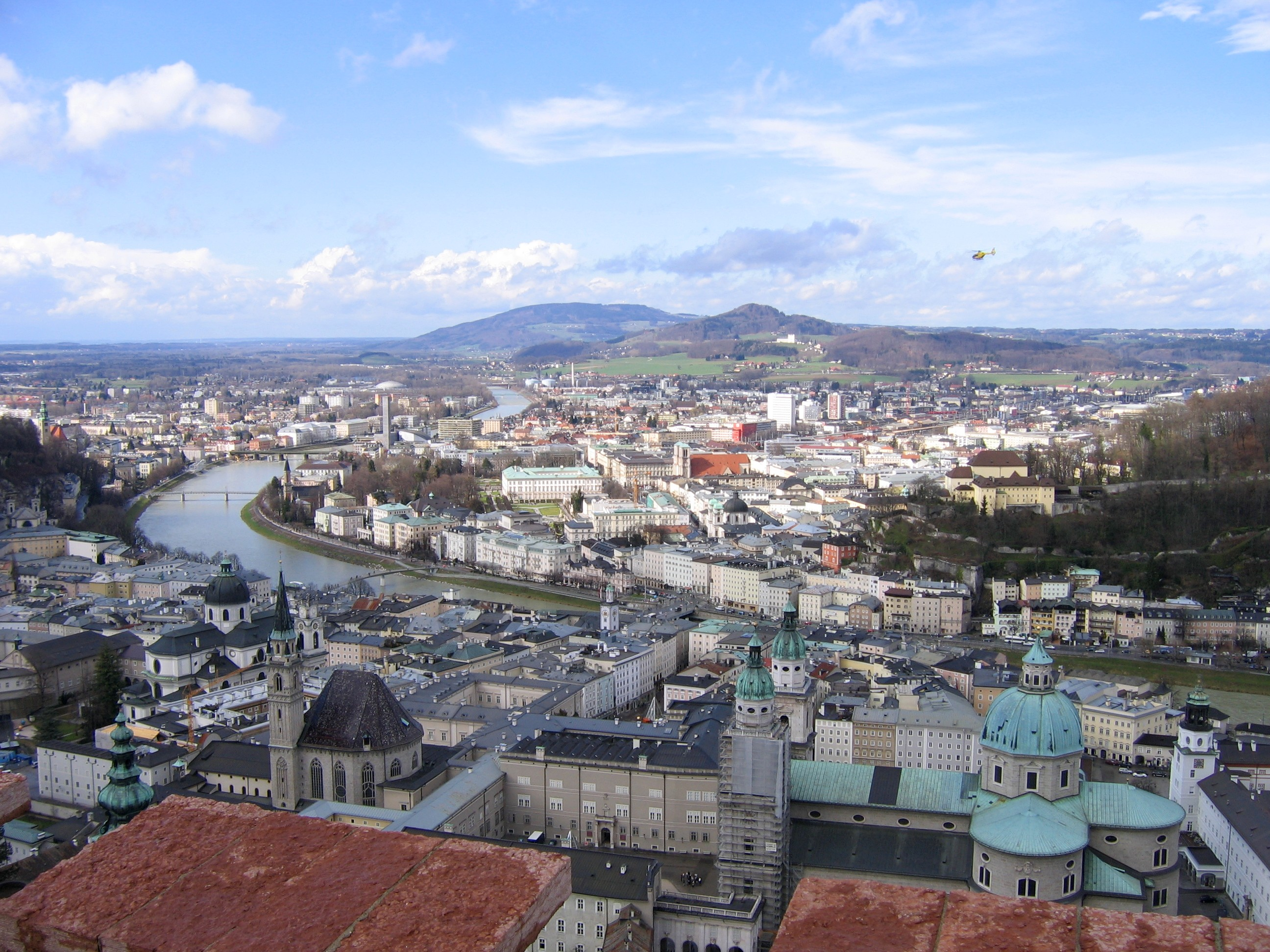
Salisburgo

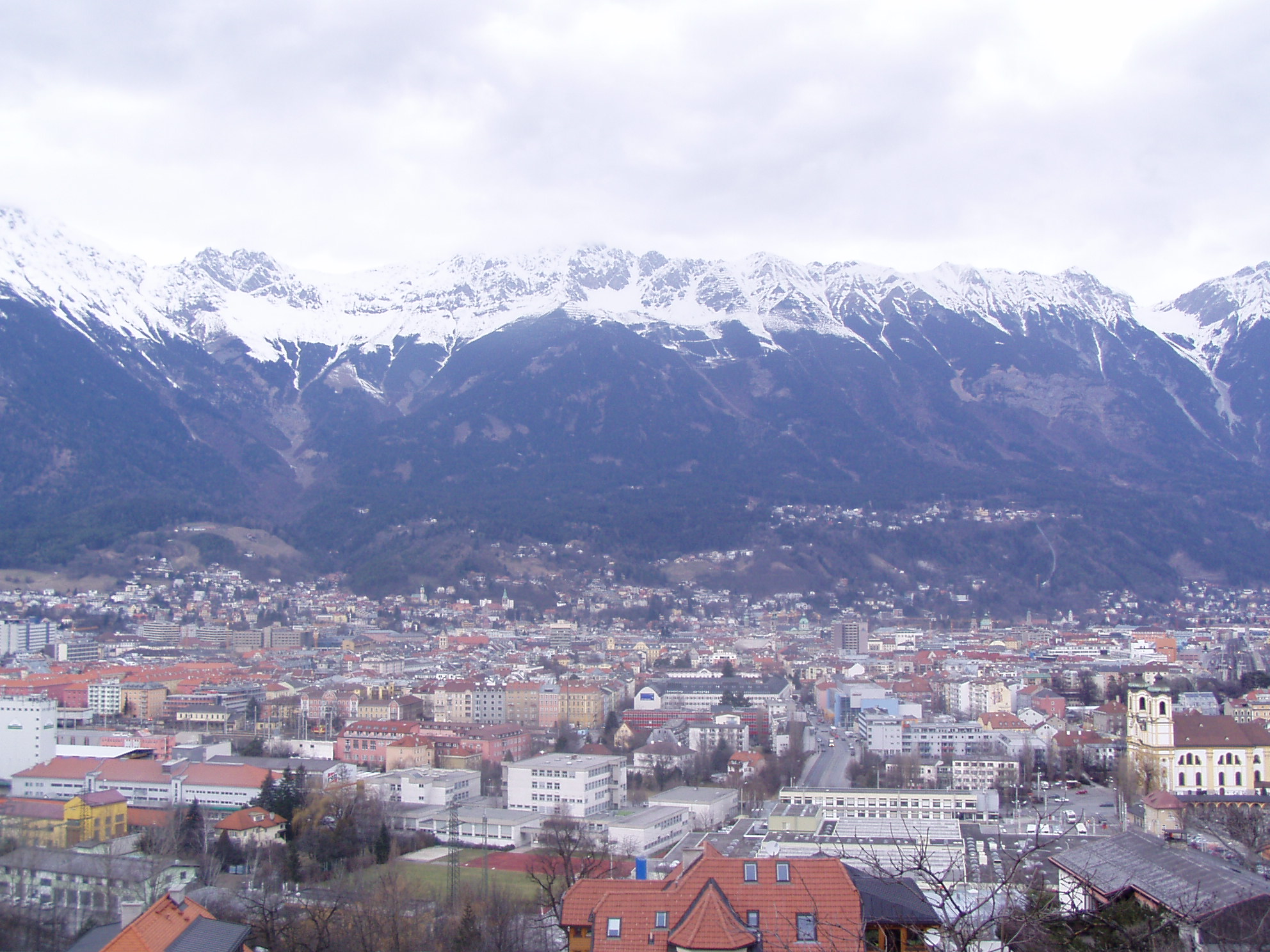
Innsbruck

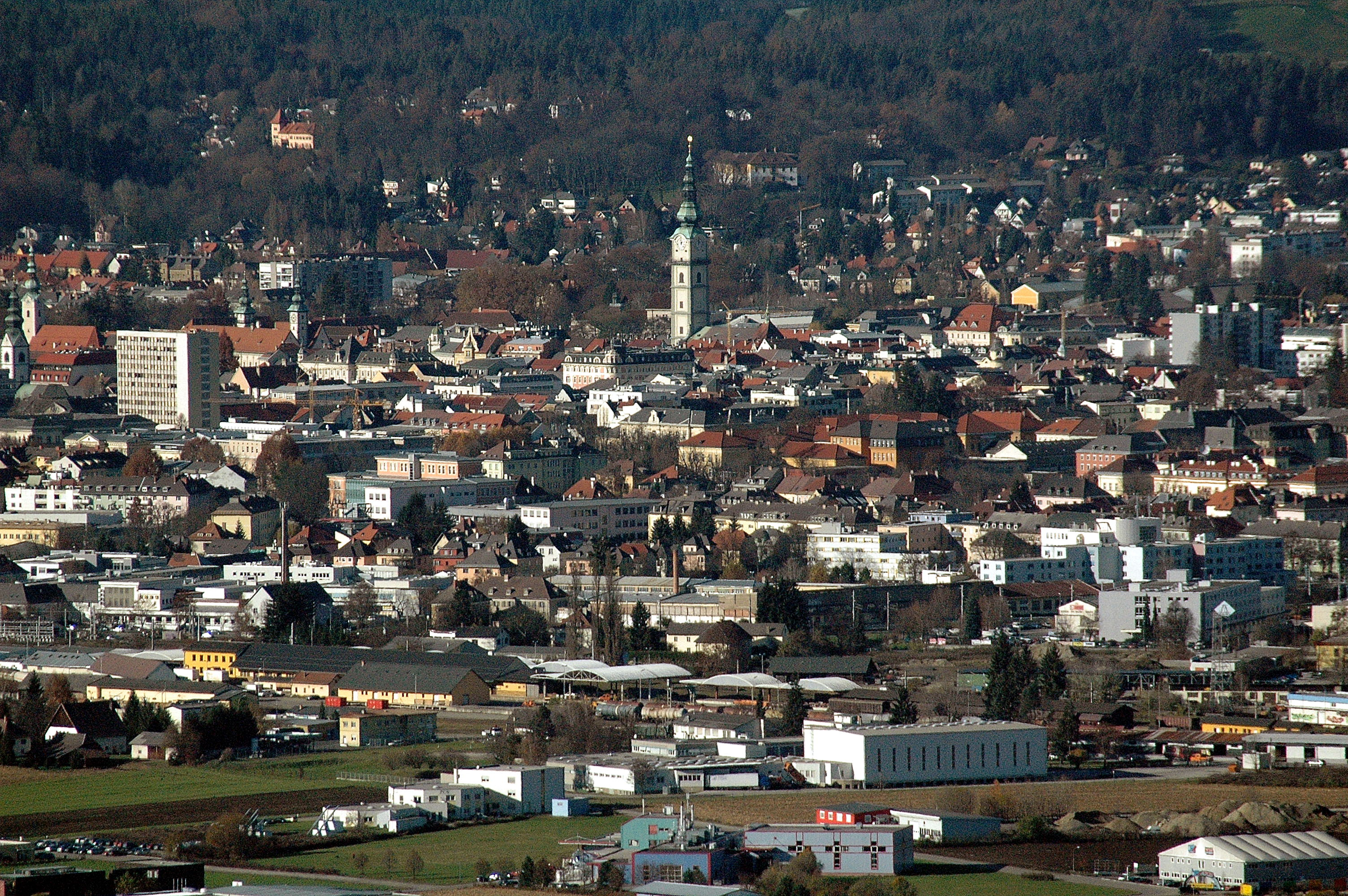
Klagenfurt

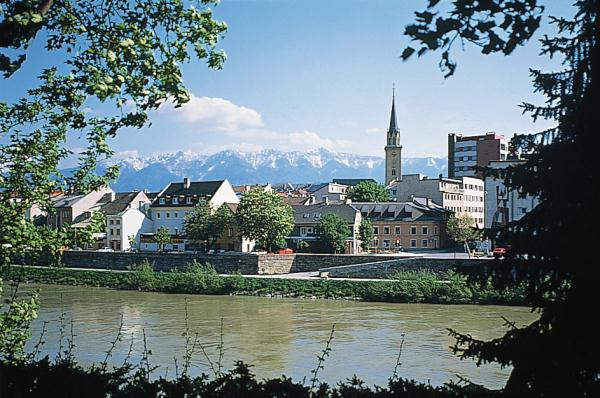
Villach

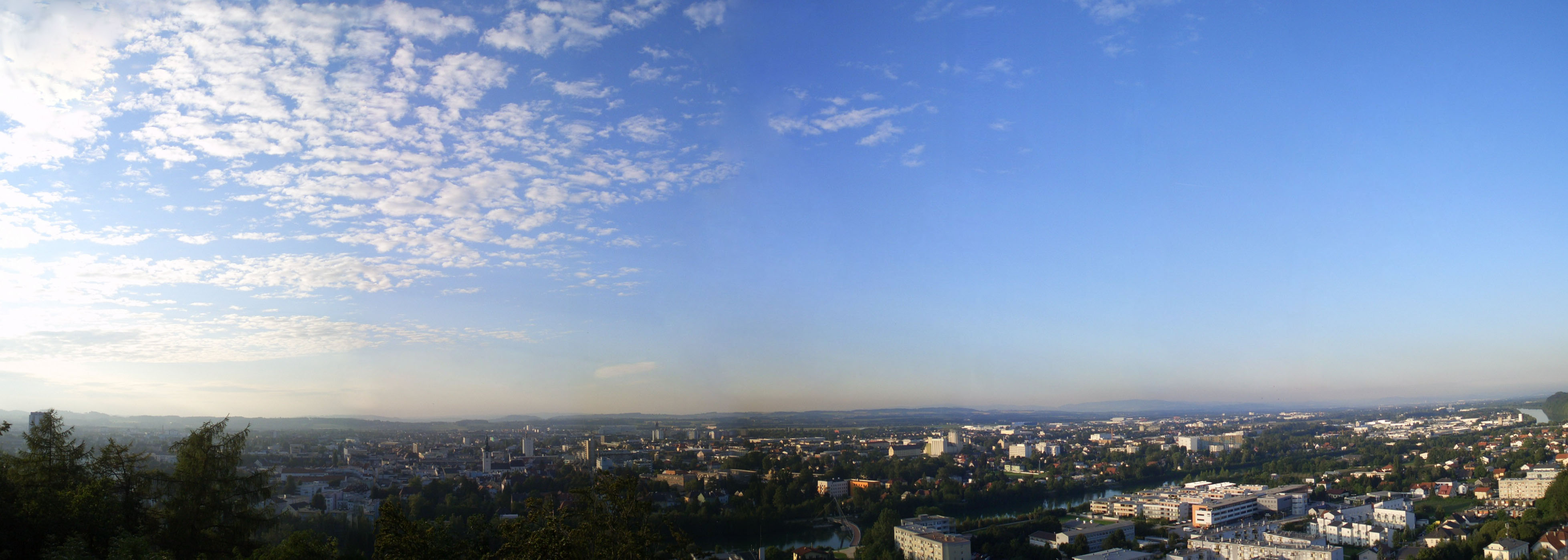
Wels

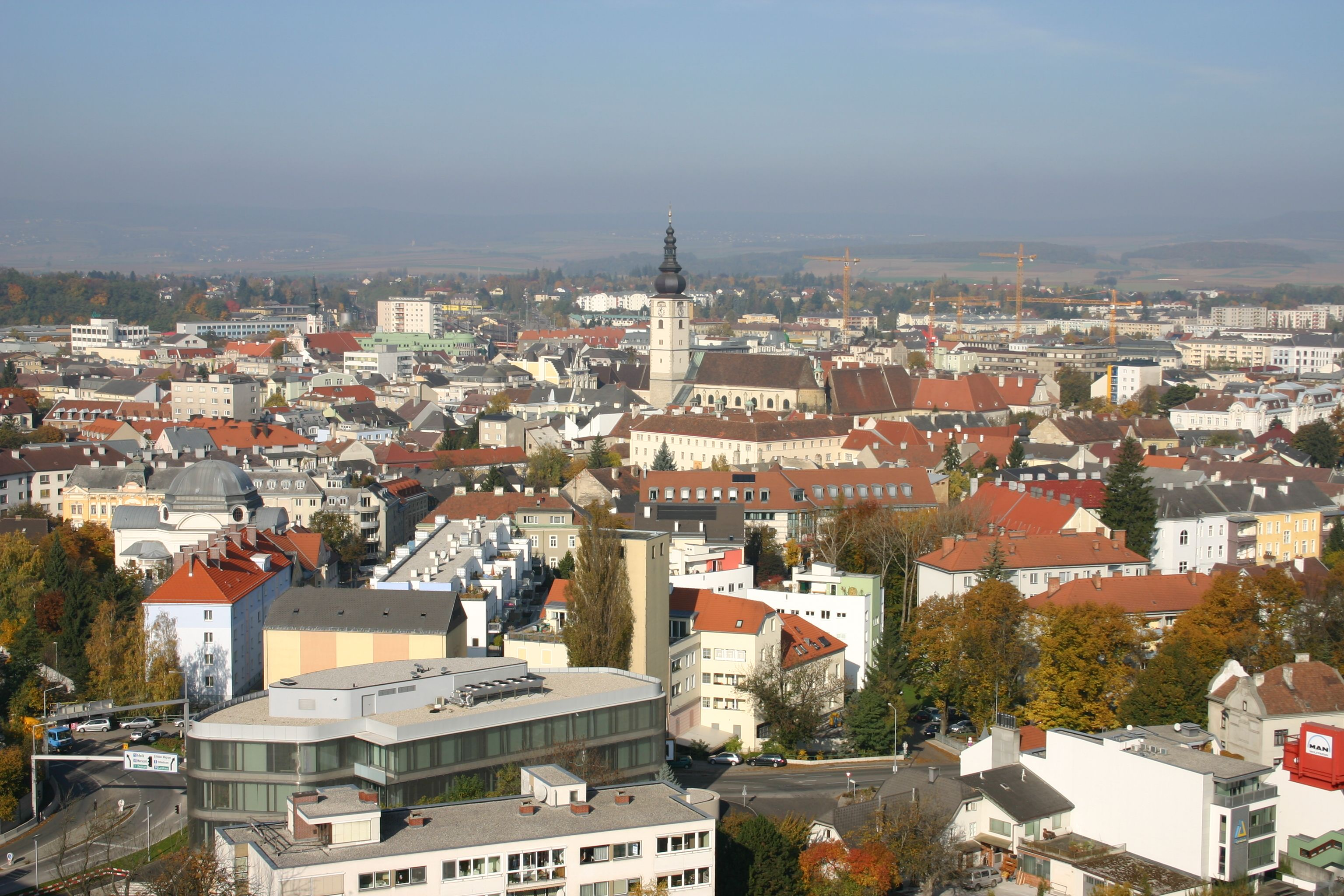
Sankt Pölten

Per città dell'Austria si intendono 203 comuni austriaci con tale status (Stadtrecht), tra cui vi sono 15 città statutarie (Statutarstadt), ossia città con speciali poteri amministrativi. Di questi, solamente 6 centri raggiungono i 100.000 abitanti, inclusa l'unica metropoli del Paese, Vienna, la quale conta quasi 2 milioni di abitanti.

## Storia

### Antichità
L'Austria è stata fino dalle sue origini che si perdono nell'antichità, una regione dell'Europa poco abitata, e fu più volte scenario di conquiste e battaglie che molte volte provocavano migrazioni verso la Germania settentrionale.
I primi centri abitati della regione risalgono all'antichità, che si svilupparono sotto forma di villaggi durante il Regnum Noricum dal V secolo alla conquista romana.
Allora i piccoli centri abitati vivevano di caccia e allevamento, e si trovavano lungo il Danubio e le grandi arterie fluviali dell'Inn.
Durante il periodo di occupazione romana, i villaggi crebbero sotto forma di caserme militari, o bastioni di confine.
Le principali città dell'Austria in quel periodo erano Juvavum (Salisburgo), Vindobona (Vienna) e Carnuntum, che funsero da fortezze di confine contro le invasioni barbariche dal IV secolo in avanti.

### Medioevo
Sotto Carlo Magno le città dell'odierna Austria furono unite nella Marca Orientale.
Le città austriache conobbero un grande sviluppo culturale e commerciale sotto i principi tedeschi dal X secolo, durante il quale si trovarono al centro delle più importanti vie commerciali dirette verso Bisanzio ed oriente.
Nell'XI secolo la città principale della regione era Vienna, che sotto la dinastia bavarese dei Babenberg conobbe un periodo di grande splendore; durante il regno di questa famiglia sulla marca, la città divenne capitale del Ducato d'Austria. Nello stesso tempo conobbero un periodo di prosperità anche le città di Krems, Melk, Linz, e Salisburgo (già nel medioevo sede arcivescovile).

### Dagli Asburgo ai giorni nostri
Le città dell'Austria, soprattutto Vienna, conobbero il periodo di massimo splendore sotto la dinastia degli Asburgo, che avevano fatto dell'Austria e dei suoi centri abitati il cuore del loro impero; sotto questa potente famiglia in tutte le città austriache si conobbe un enorme sviluppo culturale, artistico e economico.
Vienna, come Salisburgo e Innsbruck, divenne una delle città più importanti di tutta Europa, e nel XVIII secolo era la città tedesca più popolosa, dove fiorì la musica, l'arte, la letteratura.
Rase al suolo durante la seconda guerra mondiale, quasi tutte le città austriache sono state ristrutturate, o addirittura ricostruite nel secondo dopoguerra.
Oggi le città austriache sono famose per la loro rinomata cultura, e la raffinatezza mitteleuropea che ne ha forgiato l'identità e lo sviluppo.
La città più importante è Vienna che conta quasi due milioni di abitanti (due milioni e mezzo considerando l'area metropolitana).

## Le città
I comuni austriaci con lo status di città sono 201. Qui viene riportato un elenco di città con almeno 20.000 abitanti oltre a Eisenstadt, unico tra i capoluoghi dei Länder (in grassetto nella tabella) sotto quella soglia.
|    | Città                    | Abitanti (2023) | Land          | Targa |
| -- | ------------------------ | --------------- | ------------- | ----- |
| 1  | Vienna (Wien)            | 1.982.097       | Vienna        | W     |
| 2  | Graz                     | 298.479         | Stiria        | G     |
| 3  | Linz                     | 210.118         | Alta Austria  | L     |
| 4  | Salisburgo (Salzburg)    | 156.619         | Salisburghese | S     |
| 5  | Innsbruck                | 131.358         | Tirolo        | I     |
| 6  | Klagenfurt am Wörthersee | 104.332         | Carinzia      | K     |
| 7  | Villaco (Villach)        | 65.135          | Carinzia      | VI    |
| 8  | Wels                     | 64.385          | Alta Austria  | WE    |
| 9  | St. Pölten               | 57.639          | Bassa Austria | P     |
| 10 | Dornbirn                 | 51.222          | Vorarlberg    | DO    |
| 11 | Wiener Neustadt          | 47.878          | Bassa Austria | WN    |
| 12 | Steyr                    | 37.917          | Alta Austria  | SR    |
| 13 | Feldkirch                | 35.793          | Vorarlberg    | FK    |
| 14 | Bregenz                  | 29.620          | Vorarlberg    | B     |
| 15 | Leonding                 | 29.129          | Alta Austria  | LL    |
| 16 | Klosterneuburg           | 28.107          | Bassa Austria | KG    |
| 17 | Baden                    | 26.017          | Bassa Austria | BN    |
| 18 | Wolfsberg                | 25.133          | Carinzia      | WO    |
| 19 | Traun                    | 25.006          | Alta Austria  | LL    |
| 20 | Leoben                   | 25.140          | Stiria        | LE    |
| 21 | Krems an der Donau       | 24.876          | Bassa Austria | KS    |
| 22 | Amstetten                | 23.902          | Bassa Austria | AM    |
| 23 | Lustenau                 | 23.843          | Vorarlberg    | DO    |
| 24 | Kapfenberg               | 22.182          | Stiria        | BM    |
| 25 | Hallein                  | 21.523          | Salisburghese | HA    |
| 28 | Schwechat                | 21.166          | Bassa Austria | SW    |
| 27 | Mödling                  | 20.630          | Bassa Austria | MD    |
| 38 | Eisenstadt               | 15.729          | Burgenland    | E     |